# Кубок Македонії з футболу 2014—2015
Кубок Македонії з футболу 2014–2015 — 23-й розіграш кубкового футбольного турніру в Македонії. Титул вчетверте здобули Работнічкі.

## Перший раунд
| Команда 1                 | Рахунок         | Команда 2                   |
| ------------------------- | --------------- | --------------------------- |
| 19 серпня 2014            |                 |                             |
| 11 Октовмрі (3)           | 0:9             | Шкупі (2)                   |
| 20 серпня 2014            |                 |                             |
| Фортуна (Скоп’є) (3)      | 0:8             | Турново                     |
| Работнік Джуймалія (3)    | -:+             | Сілекс                      |
| Кожуф (2)                 | 2:1             | Македонія Гьорче Петров (2) |
| Гоблен (3)                | 0:3             | Тетекс                      |
| Новаці 2005 (3)           | 0:5             | Гостивар (2)                |
| Брегальниця (Делчево) (3) | 1:4             | Дріта (2)                   |
| Беласиця (3)              | 1:1 дч пен. 2:4 | Напредок (Кичево) (2)       |
| Саса (3)                  | 0:2             | Ренова                      |
| Влазнімі (3)              | 0:9             | Вардар                      |
| Младост (2)               | 0:1             | Брегальниця (Штип)          |
| Побєда (3)                | 3:2             | Металург (Скоп'є)           |
| 21 серпня 2014            |                 |                             |
| Вулкан (3)                | 0:2             | Пелістер                    |

## 1/8 фіналу
| Команда 1                 | Заг.         | Команда 2             | 1-й матч | 2-й матч |
| ------------------------- | ------------ | --------------------- | -------- | -------- |
| 24 вересня/14 жовтня 2014 |              |                       |          |          |
| Гостивар (2)              | 1:5          | Ренова                | 1:4      | 0:1      |
| Кожуф (2)                 | 7:1          | Напредок (Кичево) (2) | 2:0      | 5:1      |
| Побєда (3)                | 2:2 пен. 1:3 | Дріта (2)             | 1:1      | 1:1 дч   |
| Турново                   | 0:0 пен. 1:3 | Брегальниця (Штип)    | 0:0      | 0:0 дч   |
| Сілекс                    | 1:1 (ч)      | Горно Лисиче (2)      | 1:1      | 0:0      |
| Шкупі (2)                 | 1:2          | Тетекс                | 1:1      | 0:1      |
| 24 вересня/21 жовтня 2014 |              |                       |          |          |
| Пелістер                  | 1:3          | Работнічкі            | 0:0      | 1:3      |
| 24 вересня/22 жовтня 2014 |              |                       |          |          |
| Шкендія                   | 2:4          | Вардар                | 2:1      | 0:3      |

## Чвертьфінали
| Команда 1                  | Заг.    | Команда 2  | 1-й матч | 2-й матч |
| -------------------------- | ------- | ---------- | -------- | -------- |
| 18 листопада/4 грудня 2014 |         |            |          |          |
| Турново                    | 6:0     | Дріта (2)  | 5:0      | 1:0      |
| Кожуф (2)                  | 1:5     | Тетекс     | 1:0      | 0:5      |
| 18 листопада/6 грудня 2014 |         |            |          |          |
| Вардар                     | 3:3 (ч) | Ренова     | 3:1      | 0:2      |
| Горно Лисиче (2)           | 4:5     | Работнічкі | 3:2      | 1:3      |

## Півфінали
| Команда 1                 | Заг.         | Команда 2 | 1-й матч | 2-й матч |
| ------------------------- | ------------ | --------- | -------- | -------- |
| 18 березня/15 квітня 2015 |              |           |          |          |
| Тетекс                    | 3:3 пен. 4:2 | Турново   | 2:1      | 1:2 дч   |
| Работнічкі                | 3:2          | Ренова    | 2:1      | 1:1      |

## Фінал
| 20 травня 2015 20:00 (CET) |

| Тетекс       | 1:2      | Работнічкі                         |
| ------------ | -------- | ---------------------------------- |
| Чурлінов 45' | Протокол | Ілійоський 68' Алтіпармаковскі 72' |

| Національна арена «Філіпп II Македонський», Скоп'є Глядачів: 2 500 Арбітр: Деян Якимовський |